# 미드나잇 익스프레스
《미드나잇 익스프레스》(영어: Midnight Express)는 영국과 미국에서 제작된 앨런 파커 감독의 1978년 감옥 드라마 영화이다. 빌리 헤이스가 1977년에 펴낸 동명 회고록을 기반으로 올리버 스톤이 각색하였다. 브래드 데이비스 등이 출연하였고, 앨런 마셜 등이 제작에 참여하였다.
1979년 제51회 아카데미상에서 작품상을 비롯해 총 6개 부문에 후보로 지명되었으며 그중 각색상(스톤)과 음악상(조르조 모로데르)을 수상하였다.

## 줄거리
1970년 10월 6일, 터키 이스탄불에서 휴가를 보내던 미국인 대학생 빌리 헤이즈는 가슴에 2kg의 하시시 벽돌을 묶는다. 그와 그의 여자친구 수잔이 미국으로 돌아가는 비행기에 탑승하려 할 때, 빌리는 군인들(테러 공격에 대한 경계 태세에 있던)에게 몸수색을 당하고 마약을 발견한다. 빌리는 곧 경찰에 체포되어 발가벗겨진 채 수색을 당한다.
빌리가 두꺼운 텍사스 억양 때문에 "텍스"라는 별명을 붙인 의문의 미국인이 도착하여 빌리와 함께 경찰서로 가서 통역을 해준다. 빌리는 택시 운전사에게서 하시시를 샀다고 주장한다. 그는 풀려나는 대가로 경찰이 운전사를 찾는 것을 돕겠다고 제안한다. 근처 시장에서 빌리는 경찰에게 운전사를 지목하고, 경찰이 그에게 다가가는 동안 빌리는 탈출을 시도하지만, 텍스에게 총을 겨눠 재포된다.
술탄아흐메트 감옥에서의 첫날 밤, 몹시 추위에 떨던 빌리는 감방에서 몰래 빠져나와 담요를 훔친다. 그는 나중에 감방에서 끌려나와 수석 교도관 하미두에게 절도죄로 잔인하게 구타당한다. 며칠 후, 빌리는 사그말칠라르 교도소에서 깨어나 다른 서양인 수감자들인 지미(모스크에서 촛대 두 개를 훔친 미국인), 맥스(영국인 헤로인 중독자), 에리히(스웨덴인 마약 밀수꾼)에게 둘러싸여 있다. 지미는 빌리에게 이 감옥이 외국인에게 위험하며, 어린 아이들조차 믿을 수 없다고 경고한다.
빌리는 그의 아버지, 미국 대표, 그리고 터키인 변호사와 만나 그의 상황을 논의한다. 빌리의 재판에서 검사는 마약 밀수에 대한 소송을 제기한다. 수석 판사는 빌리에게 동정적이었고 그에게 마약 소지죄로 4년형을 선고한다. 빌리와 그의 아버지는 망연자실하지만, 그들의 터키인 변호사는 검사가 종신형을 원했기 때문에 좋은 결과라고 주장한다.
지미는 빌리가 감옥의 지하 터널을 통해 탈출을 시도하는 데 동참하기를 원한다. 빌리는 곧 풀려날 예정이었기 때문에 거절한다. 지미는 혼자 가다가 잡히고, 잔인하게 구타당한다. 풀려나기 53일 전, 빌리는 앙카라의 터키 고등 법원이 검찰의 항소 후 그의 형량을 뒤집었다는 것을 알게 된다. 원래 빌리가 단순히 소지가 아닌 밀수로 유죄 판결을 받기를 원했던 검사가 마침내 뜻을 이룬 것이다. 빌리는 30년형을 다시 선고받았다.
절망에 빠진 빌리는 지미와 맥스와 함께 감옥 아래 지하 묘지를 통해 탈출을 시도한다. 그들은 끝없는 막다른 길에 부딪혀 포기한다. 호의를 얻기 위해 일상적으로 정보원 역할을 하는 유난히 아첨꾼인 수감자 리프키는 감시병들에게 탈출 시도를 알린다. 하미두는 지미가 첫 탈출 시도에서 일어난 일에 책임이 있다고 의심한다. 지미는 다시 처벌을 받기 위해 끌려가고 다시는 보이지 않는다. 빌리의 투옥 생활은 가혹하고 잔인해진다. 무섭도록 육체적, 정신적 고문이 연이어 이어지고, 빌리는 신경 쇠약을 겪는다. 그는 리프키를 잔인하게 구타하여 죽인다. 그는 감옥의 정신병동으로 보내져 다른 혼란스러운 수감자들 사이에서 멍하니 떠돈다. 맥스도 그곳으로 보내진다. 그는 알 수 없는 위반으로 인해 감시병들에게 쫓기다가 하미두에게 잡혀 심각한 부상을 입는다.
1975년, 빌리의 여자친구 수잔이 그를 방문한다. 빌리의 상태에 절망한 그녀는 그에게 나가거나 죽어야 한다고 말한다. 그녀는 빌리가 탈출하는 데 도움이 되도록 돈이 숨겨진 스크랩북을 남긴다. 그녀의 방문은 빌리가 정신을 차리는 데 큰 도움이 된다. 빌리는 거의 죽은 맥스에게 작별 인사를 하며 살아남아 돌아오겠다고 약속한다. 맥스는 깨어나 어느 정도 의식이 있다. 빌리는 하미두에게 뇌물을 주고 감옥 병원으로 데려다 달라고 하지만, 하미두는 빌리를 방으로 강제로 끌고 가서 강간하려 한다. 빌리는 격분한다. 그들은 하미두가 벽에 밀쳐져 코트걸이에 머리가 박혀 죽을 때까지 몸싸움을 한다. 빌리는 교도관의 제복을 입고 터키어 실력으로 얼버무려 정문으로 걸어 나가 자유를 향해 달린다.
에필로그는 1975년 10월, 빌리가 그리스 국경을 넘어 3주 후에 집으로 돌아왔음을 보여준다.

## 출연진
- 브래드 데이비스
- 아이린 미러클
- 보 홉킨스
- 랜디 퀘이드
- 파올로 보나첼리
- 존 허트
- 폴 L. 스미스
- 노르베르트 바이서
- 마이크 켈린
- 마이클 엔사인
- 지지 발리스타

## 기타 제작진
- 미술: 제프리 커클런드
- 의상: 밀레나 카노네로

## 우리말 녹음
MBC 성우진 (1998년 6월 20일)